# Přestanov
Přestanov är en ort i Tjeckien.   Den ligger i regionen Ústí nad Labem, i den nordvästra delen av landet, 80 km nordväst om huvudstaden Prag. Přestanov ligger 217 meter över havet och antalet invånare är 330.
Terrängen runt Přestanov är kuperad åt nordost, men åt sydväst är den platt.Runt Přestanov är det ganska tätbefolkat, med 248 invånare per kvadratkilometer. Närmaste större samhälle är Ústí nad Labem, 8,4 km öster om Přestanov. Omgivningarna runt Přestanov är en mosaik av jordbruksmark och naturlig växtlighet.